# Streamer bass
El baix elèctric Warwick Streamer és un instrument musical fabricat per Warwick, empresa que el posà a la venda el 1982.
El cap el disseny va ser canviat al voltant del 1985 per ser reemplaçat amb l'estil actual del seu cap, i el pont original seria més tard canviat a l'estil de dues peces que es pot veure en els baixos actuals de Warwick. Des dels 1990s, els baixos Streamer usen pastilles MEC i l'electrònica també de la mateixa marca (en certs models, com edicions Limited o Special Edition s'utilitza en canvi Seymour Duncan i Bartolinis).

## Streamer LX
El Streamer LX va ser afegit al catàleg de Warwick el 1996. El model de 4 cordes del Streamer LX va ser equipat amb una configuració de pastilles P/J, el de 5 cordes s'equipà amb una configuració J/J i el de 6 cordes s'equipà amb una instal·lació de doble humbucker. Tal com passa amb la resta de baixos Warwicks, el Streamer LX és construït amb algunes fustes poc usuals - dues peces al cos de Flame Maple (fusta d'auró), i una combinació de fusta Wenge al mànec i fusta d'eben Wenge al diapasó.

## Streamer Jazzman
El Streamer Jazzman va ser creat l'any 2000. Després el Warwick FNA Jazzman seria creat el 1999, quan Warwick va decidir que era necessari de fer aquesta versió de Streamer. El Streamer Jazzman va guanyar el seu nom a causa de la seva configuració de pastilles; amb una pastila esbiaixada al mànec a l'estil Fender Jazz Bass i pastilles humbucker prop del pont a l'estil dels baixos Music Man.

## Usuaris notables
Alguns dels més famosos usuaris d'aquest model de baix serien:
- Adam Clayton (U2):[2][3] Warwick Custom Streamer CV, Warwick Adam Clayton Artist Bass
- Chris Wolstenholme (Muse):[4] Warwick Streamer Pro M
- Dirk Lance (Incubus):[5] Warwick Streamer Stage II
- Jeff Hughell (Six Feet Under):[6] Warwick Streamer LX7
- Johny Chow (Stone Sour, Cavalera Conspiracy):[5] Warwick Streamer LX4, Warwick Streamer Stage II
- Justin Chancellor (Tool):[7] Warwick Streamer Stage II, Warwick RB Streamer LX 4 - Red Metallic High Polish
- Kyle Sokol:[8] Warwick Streamer LX4
- Mike Inez (Alice in Chains, Black Label Society, Ozzy Osbourne):[9] Warwic Streamer Stage I
- P-Nut:[5] Warwick Streamer Stage II
- Paul Gray (Slipknot):[10] Warwick Streamer Stage 2 LH, Warwick Streamer LX4
- Robert Trujillo (Metallica):[11][12] Warwick Robert Trujillo Streamer Signature Bass, Warwick Robert Trujillo Rusty Signature Bass, Warwick Robert Trujillo Streamer, Warwick Streamer, Warwick 5 String Trujillo Bass Chrome, Warwick Steamer Purple/Nirvana Black Transparent Satin 5 strings Robert Trujillo Signature Bass
- Sam Rivers (Limp Bizkit):[13] Warwick Streamer Stage I - Sam Rivers Custom
- Shavo Odadjian (System of a Down):[12] Warwick Streamer
- Stuart Zender (Jamiroquai):[10] Warwick Streamer Stage II Pendelton rug, Warwick Streamer Stage 2 LH, Warwick Streamer Stage I
- T.M. Stevens (Vai, The Pretenders):[14] Warwick TM Stevens Signature Zooloo Warrior
- Troy Sanders (Mastodon):[15] Warwick Custom Shop Streammer Stage 2 Bass Guitar

## Semblança de disseny amb el Spector NS-Basses
Està molt documentat que les primeres versions del Streamer eren còpies exactes dels baixos NS de la companyia Spector. Els baixos elèctrics Spector NS varen ser dissenyats per Ned Steinberger per a la companyia de Stuart Spector l'any 1977, cinc anys abans que es formés Warwick.
El maig de 2012 en un article titulat "Meet Your Maker: Hans Peter Wilfer of Warwick", una entrevista amb el fundador de Warwick que feu el CEO de la revista Bass Player, es donà la història següent explicant el propi Peter Wilfer com es decidí fer còpies dels altament cotitzats Spector NS: "'No vam veure cap raó per construir una rèplica Fender, ja que els seus usuaris en podien aconseguir models fàcilment barats a Àsia, així que vam decidir enfocar-ho cap un nivell més alt, en quan a innovació dels instruments.' A mitjans dels anys 80, el Spector NS tenia força popularitat als Estats Units, però aquests models de baixos eren molt difícils de fer arribar a Europa. H.P. Va veure aquest problema com a solució potencial per la direcció de la seva empresa i va emprendre la tasca de dissenyar la seva versió pròpia d'aquest popular baix elèctric, fent-ne més amigable l'ergonomia. Aquella aventura resultà en el primer gran èxit de Warwick: el Streamer Stage I."
A l'espectacle anual Musikmesse Show a Frankfurt (Alemanya) l'any 1985, Stuart Spector va adonar-se que una nova empresa alemanya estava produint còpies exactes del seu famós baix NS. Spector, juntament amb Ned Steinberger, van afrontar Hans Wilfer i van acordar amb ell llicenciar-li el model si pagava una taxa de llicència a Spector Guitars, i Ned Steinberger a canvi va poder continuar produint els baixos model Streamer sense accions legals en contra.
Poc després d'assolir aquest acord, la companyia de guitarres Spector seria venuda a Kramer Guitars. I els propietaris nous no van tenir cap interès a perseguir legalment Warwick per temes de llicències i Warwick va continuar fabricant el model Streamer sense cap conseqüència.
L'any 1990, Kramer esdevenia insolvent i va caure en la bancarrota. En aquesta situació de fracàs financer, Stuart Spector va decidir formar "Spector Design, LTD." l'any 1992. I el 1997 després d'una batalla legal, Stuart Spector va guanyar de nou la marca comercial i el copyright de Spector i intentà que Warwick se cenyís a l'acord de llicència del 1985.
Aquesta licitació oberta no va prosperar degut a que Warwick ja havia canviat profundament el disseny del model Streamer i aquest ja no era una còpia exacta del model NS. Amb el temps, Warwick havia evolucionat el disseny del Streamer mentre que Spector havia buscat conservar els elements clàssics del baix NS. De llavors ençà, el 1984 molt poc ha canviat pel que fa al disseny, electrònica i maquinari dels baixos Spector NS, mentre que el Warwick Streamer ha evolucionat fins a ser una guitarra única pròpia i ja no pot ser considerada una "còpia" del Spector. Tot i que encara té alguns parts de la forma general de l'original.

## Declaracions de Spector
Les següents paraules provenen d'un correu electrònic de PJ Rubal, National Product Manager and Artist Relations per la companyia Spector.
"La veritat és que Ned va dissenyar la forma del cos torçada del NS el març de 1977. Això era el primer disseny de Ned per aquest instrument musical, i va ser un impacte comercial instantani. Warwick va entrar en escena el 1984 amb el seu baix Streamer, una versió diferent de l'ara molt popular Spector NS. Quan van contactar amb Spector, Warwick va acordar que pagarien royalties (durant un temps) a Spector per la còpia. I Stuart va vendre la marca Spector a Kramer després d'allò. Warwick va deixar de pagar, i Kramer va escollir no perseguir-los legalment."